# Csömör
Csömör è un comune dell'Ungheria di 9.047 abitanti (dati 2010) situato nella contea di Pest, nell'Ungheria settentrionale.